# السلطنة السعدية
الدولة السعدية (1510-1659م)، والمعروفة أيضًا باسم السلطنة الشريفة، كانت دولة حكمت المغرب الحالي وأجزاء من غرب إفريقيا في القرنين السادس عشر والسابع عشر. قادتها السلالة السعدية المعروفة أيضًا باسم الزيدانيين وهي سلالة عربية من الأشراف.
بدأ صعود الأسرة إلى السلطة عام 1510، عندما عُيِّن القائم بأمر الله السعدي زعيماً لقبائل سهل سوس في مقاومتهم للبرتغاليين الذين احتلوا أكادير ومدن ساحلية أخرى. بحلول عام 1525 سيطر الابن أحمد الأعرج السعدي على مراكش، واستولى شقيقه محمد الشيخ السعدي على أكادير من البرتغاليين وفي النهاية فاس من الوطاسيين وأمن السيطرة على كل المغرب تقريبا. بعد أن اغتال العثمانيون محمد الشيخ السعدي عام 1557 تولى الحكم ابنه عبد الله الغالب والذي تميزت فترة حكمه بالهدوء النسبي.
ومع ذلك، تحارب خلفاؤه مع بعضهم البعض، ووصلت ذروة الخلاف بينهم عام 1578 في معركة وادي المخازن (أو معركة الملوك الثلاثة) حين تعرضت القوات البرتغالية التي كانت تقاتل بالنيابة عن جيش محمد الثاني المتوكل لهزيمة ساحقة من قبل قوات السعديين، في أعقاب هذا الانتصار صعد أحمد المنصور الذهبي إلى السلطة وتولى حكم الدولة السعدية.
في النصف الأخير من حكمه، شن أحمد المنصور الذهبي غزوًا ناجحًا سلطنة صنغاي، مما أدى إلى إنشاء ولاية باشوية تمبكتو ومركزها في تمبكتو. ومع ذلك بعد وفاة الذهبي عام 1603 انخرط أبناؤه في صراع طويل الأمد على الخلافة أدى إلى تقسيم البلاد وقوض قوة الأسرة الحاكمة ومكانتها. توحدت مملكة السعديين في نهاية الصراع عام 1627، ولكن ظهرت فصائل جديدة في المنطقة تتحدى سلطة السعديين. اغتيل آخر سلاطين السعديين وهو أحمد العباس عام 1659 مما أدى إلى نهاية حكم السلالة. غزا مولاي الرشيد مراكش في وقت لاحق عام 1668 وقاد السلالة العلوية إلى السلطة على المغرب.
لعب السعديون دورًا مهمًا في تاريخ المغرب، إذ كانوا أول سلالة عربية شريفة حكمت المغرب منذ الأدارسة، وأسسوا نموذجًا للشرعية السياسية والدينية التي استمرت لاحقًا من قبل العلويين وهي سلالة أخرى من الأشراف. نجحوا في مقاومة التوسع العثماني في شمال إفريقيا، حتى أصبح المغرب المنطقة الوحيدة في شمال إفريقيا التي ظلت مستقلة عن الحكم العثماني، لكنهم اتبعوا القيادة العثمانية بتحديث جيشهم واعتماد أسلحة البارود. خلال فترة حكم أحمد المنصور الطويلة في أواخر القرن السادس عشر رسخ المغرب نفسه كقوة إقليمية طموحة، وتوسع في غرب إفريقيا وسعى لبناء العلاقات مع أوروبا، بما في ذلك تحالف محتمل مع إنجلترا ضد إسبانيا. كان السعديون أيضًا رعاة بارزين للفن والعمارة، إذ يعود الفضل لكل من عبد الله الغالب وأحمد المنصور في بناء بعض المعالم الأثرية الأكثر شهرة في العمارة المغربية.

## مرحلة النشأة والتوحيد

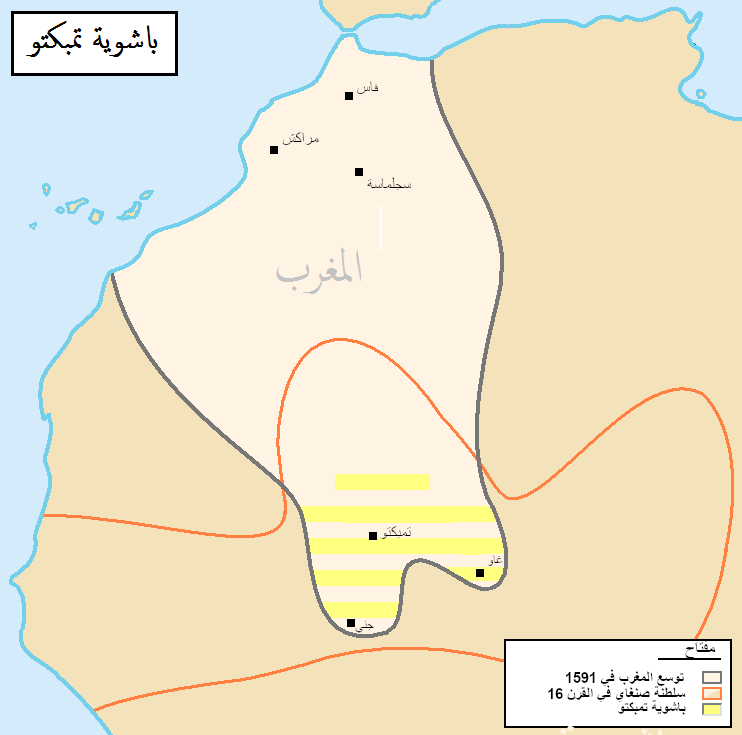
فتوحات السعديين.

سلالة السعديين (961 - 1069هـ) / (1554-1659م)، نزح أجداد السعديين (سلالة من الأشراف ينتسبون إلى محمد النفس الزكية) مطلع القرن الـ 14 م من الحجاز نحو منطقة وادي نهر درعة (جنوب المغرب). بدأ السعديون في نشر دعوتهم عن طريق الفرق الصوفية في جنوب المغرب. حاربوا حكام المغرب الوطاسيين ثم قادوا حركة المقاومة ضد الوجود البرتغالي في البلاد، استولوا على مراكش سنة 1525م ثم أغادير (أكادير) سنة 1541م بعد طرد البرتغاليين منها وأخيرا دخلوا فاس سنة 1549م. قام محمد الشيخ (1554م أو1549م-1557م) بالقضاء على الوطاسيين سنة 1554م. قام بعدها بتوطيد دعائم ملكه، أمن البلاد ثم استولى على تلمسان الواقعة غرب الجزائر حاليا. قاوم ابنه مولاي عبد الله بن محمد الشيخ نفوذ العثمانيين ومحاولاتهم التوغل إلى داخل البلاد (1557-1574م). كان مُلك المغرب يتنازعه عدة أدعياء. قضى السعديون على التواجد البرتغالي في البلاد بعد انتصارهم في معركة وادي المخازن «القصر الكبير» سنة 985 هـ / 1578م.

## نسبهم
ترجع أصول الأشراف السعديين إلى آل البيت في الحجاز وتحديدا أشراف ينبع والتي نزح إليها بعض من الحسنيين في مراحل من التاريخ وسكنوها بدلا من المدينة المنورة وفيها توفي الحسن المثنى بن الحسن السبط بن علي بن أبي طالب وقد إنتقل جدهم زيدان بن أحمد الحسني إلى درعة في المغرب بعد أن هاجر ابن عمه الحسن الداخل والذي طلب المغاربة والده ليرسل أحد أبنائه أو كلهم إلى المغرب لنشر الدعوة الإسلامية وبركة مجاورة آل البيت الهاشميين لامتداد نسبتهم إلى النبي صلى الله عليه وسلم فأجابهم القاسم الحسني إلى هذا الطلب فكان أن أرسل إبنه الحسن الداخل والذي نزل واحة تافيلات بنواحي سلجماسة فطاب له المقام بها.
وتسلسل نسبهم كالتالي:
محمد القائم بأمر الله بن عبد الرحمن بن علي بن مخلوف بن زيدان (المهاجر من ينبع للمغرب) بن أحمد بن محمد بن أبي القاسم بن محمد بن الحسن بن عبد الله بن محمد بن عرفة بن الحسن بن أبي بكر بن علي بن الحسن بن أحمد بن إسماعيل بن القاسم بن محمد النفس الزكية بن عبد الله الكامل بن الحسن المثنى بن الحسن بن علي بن أبي طالب بن عبدالمطلب بن هاشم.

## التوسع والامتداد
بلغت الدولة أوجها السياسي في عهد أحمد المنصور الذهبي (1578م-1603م) والذي أمن رخاء البلاد من خلال تحكمه في اقتصاد الدولة كما استُحدِث في عهده نظام إدارة جديد، والذي أطلق عليه اسم "المخزن[ ؟ ]".

## مرحلة التدهور
بعد سنة 1603م قسمت المملكة وبدأت معها مرحلة التقهقر. حكم فرع السعديين في فاس ما بين سنوات 1610-1626م. قتل آخر السلاطين السعديين في مراكش سنة 1659م وأصبح أمر المغرب في أيدي أبناء عمومتهم من الأسرة العلوية (الفيلاليون).